# Hollands Grand Prix 2022
Hollands Grand Prix 2022 (officielt navn: Formula 1 Heineken Dutch Grand Prix 2022) var et Formel 1-løb, som blev kørt den 4. september 2022 på Circuit Zandvoort in Zandvoort, Holland. Det var det femtende løb i Formel 1-sæsonen 2022.

## Kvalifikation
| Pos.              | Nr. | Kører             | Konstruktør           | Del 1    | Del 2    | Del 3     | Grid |
| ----------------- | --- | ----------------- | --------------------- | -------- | -------- | --------- | ---- |
| 1                 | 1   | Max Verstappen    | Red Bull Racing-RBPT  | 1.11,317 | 1.10,927 | 1.10,342  | 1    |
| 2                 | 16  | Charles Leclerc   | Ferrari               | 1.11,443 | 1.10,988 | 1.10,363  | 2    |
| 3                 | 55  | Carlos Sainz, Jr. | Ferrari               | 1.11,767 | 1.10,814 | 1.10,434  | 3    |
| 4                 | 44  | Lewis Hamilton    | Mercedes              | 1.11,331 | 1.11,075 | 1.10,648  | 4    |
| 5                 | 11  | Sergio Pérez      | Red Bull Racing-RBPT  | 1,11,641 | 1,11,314 | 1,11,077  | 5    |
| 6                 | 63  | George Russell    | Mercedes              | 1.11,561 | 1.10,824 | 1.11,147  | 6    |
| 7                 | 4   | Lando Norris      | McLaren-Mercedes      | 1.11,556 | 1.11,116 | 1.11,174  | 7    |
| 8                 | 47  | Mick Schumacher   | Haas-Ferrari          | 1.11,741 | 1.11,420 | 1.11,442  | 8    |
| 9                 | 22  | Yuki Tsunoda      | AlphaTauri-RBPT       | 1.11,427 | 1.11,428 | 1.12,556  | 9    |
| 10                | 18  | Lance Stroll      | Aston Martin-Mercedes | 1.11,568 | 1.11,416 | Ingen tid | 10   |
| 11                | 10  | Pierre Gasly      | AlphaTauri-RBPT       | 1.11,705 | 1.11,512 | N/A       | 11   |
| 12                | 31  | Esteban Ocon      | Alpine-Renault        | 1.11,748 | 1.11,605 | N/A       | 12   |
| 13                | 14  | Fernando Alonso   | Alpine-Renault        | 1.11,667 | 1.11,613 | N/A       | 13   |
| 14                | 24  | Zhou Guanyu       | Alfa Romeo-Ferrari    | 1.11,826 | 1.11,704 | N/A       | 14   |
| 15                | 23  | Alexander Albon   | Williams-Mercedes     | 1.11,695 | 1.11,802 | N/A       | 15   |
| 16                | 77  | Valtteri Bottas   | Alfa Romeo-Ferrari    | 1.11,961 | N/A      | N/A       | 16   |
| 17                | 3   | Daniel Ricciardo  | McLaren-Mercedes      | 1.12,081 | N/A      | N/A       | 17   |
| 18                | 20  | Kevin Magnussen   | Haas-Ferrari          | 1.12,319 | N/A      | N/A       | 18   |
| 19                | 5   | Sebastian Vettel  | Aston Martin-Mercedes | 1.12,391 | N/A      | N/A       | 19   |
| 20                | 6   | Nicholas Latifi   | Williams-Mercedes     | 1.13,353 | N/A      | N/A       | 20   |
| 107%-tid:1.16,309 |     |                   |                       |          |          |           |      |
| Kilde:            |     |                   |                       |          |          |           |      |

## Resultat
| Pos.                                                               | Nr. | Kører             | Konstruktør           | Omgange | Tid/Udgået   | Startpos. | Point |
| ------------------------------------------------------------------ | --- | ----------------- | --------------------- | ------- | ------------ | --------- | ----- |
| 1                                                                  | 1   | Max Verstappen    | Red Bull Racing-RBPT  | 72      | 1:36.42,773  | 1         | 261   |
| 2                                                                  | 63  | George Russell    | Mercedes              | 72      | +4,071       | 6         | 18    |
| 3                                                                  | 16  | Charles Leclerc   | Ferrari               | 72      | +10,929      | 2         | 15    |
| 4                                                                  | 44  | Lewis Hamilton    | Mercedes              | 72      | +13,016      | 4         | 12    |
| 5                                                                  | 11  | Sergio Pérez      | Red Bull Racing-RBPT  | 72      | +18,168      | 5         | 10    |
| 6                                                                  | 14  | Fernando Alonso   | Alpine-Renault        | 72      | +18,754      | 13        | 8     |
| 7                                                                  | 4   | Lando Norris      | McLaren-Mercedes      | 72      | +19,306      | 7         | 6     |
| 8                                                                  | 55  | Carlos Sainz, Jr. | Ferrari               | 72      | +20,9162     | 3         | 4     |
| 9                                                                  | 31  | Esteban Ocon      | Alpine-Renault        | 72      | +21,117      | 12        | 2     |
| 10                                                                 | 18  | Lance Stroll      | Aston Martin-Mercedes | 72      | +22,459      | 10        | 1     |
| 11                                                                 | 10  | Pierre Gasly      | AlphaTauri-RBPT       | 72      | +27,009      | 11        |       |
| 12                                                                 | 23  | Alexander Albon   | Williams-Mercedes     | 72      | +30,390      | 15        |       |
| 13                                                                 | 47  | Mick Schumacher   | Haas-Ferrari          | 72      | +32,995      | 8         |       |
| 14                                                                 | 5   | Sebastian Vettel  | Aston Martin-Mercedes | 72      | +36,0073     | 19        |       |
| 15                                                                 | 20  | Kevin Magnussen   | Haas-Ferrari          | 72      | +36,869      | 18        |       |
| 16                                                                 | 24  | Zhou Guanyu       | Alfa Romeo-Ferrari    | 72      | +37,320      | 14        |       |
| 17                                                                 | 3   | Daniel Ricciardo  | McLaren-Mercedes      | 72      | +37,764      | 17        |       |
| 18                                                                 | 6   | Nicholas Latifi   | Williams-Mercedes     | 71      | +1 omgang    | 20        |       |
| Ret                                                                | 77  | Valtteri Bottas   | Alfa Romeo-Ferrari    | 53      | Motor        | 16        |       |
| Ret                                                                | 22  | Yuki Tsunoda      | AlphaTauri-RBPT       | 43      | Differential | 9         |       |
| Hurtigste omgang: Max Verstappen (Red Bull) - 1.13,652 (omgang 62) |     |                   |                       |         |              |           |       |
| Kilde:                                                             |     |                   |                       |         |              |           |       |

Noter:
↑1 - Inkluderer point for hurtigste omgang.
↑2 - Carlos Sainz Jr. blev givet en 5-sekunders straf for en usikker release. Som resultat af straffen gik Sainz' slutposition fra 5. pladsen til 8. pladsen.
↑3 - Sebastian Vettel blev givet en 5-sekunders straf for at ignorere blå flag. Som resultat af straffen gik Vettels slutposition fra 13. pladsen til 14. pladsen.

## Stilling i mesterskaberne efter løbet
| Pos. | Kører            | Point |
| ---- | ---------------- | ----- |
| 1    | Max Verstappen   | 310   |
| 2    | Charles Leclerc  | 201   |
| 3    | Sergio Pérez     | 201   |
| 4    | George Russell   | 188   |
| 5    | Carlos Sainz Jr. | 175   |

| Pos. | Konstruktør      | Point |
| ---- | ---------------- | ----- |
| 1    | Red Bull-RBPT    | 511   |
| 2    | Ferrari          | 376   |
| 3    | Mercedes         | 346   |
| 4    | Alpine-Renault   | 125   |
| 5    | McLaren-Mercedes | 101   |